# Музей Витте
Музей Витте (англ. Witte Museum) — музей в США, расположенный в городе Сан-Антонио, штат Техас, и расположен в непосредственной близости от парка Brackenridge Park на берегу реки Сан-Антонио в городском районе Midtown Brackenridge.

## История
Музей создан в 1926 году в соответствии с Уставом организации San Antonio Museum Association и посвящён естественной истории и науке Южного Техаса. В постоянной коллекции музея имеется много артефактов и фотографий искусства, произведений из текстиля, всемирно известной коллекции Hertzberg Circus Collection, костей динозавров, пещерных рисунков, диорамы дикой природы Техаса. Музей назван в честь бизнесмена из Сан-Антонио Alfred G. Witte, который завещал городу 65000 долларов для его создания. Первым директором музея стала Ellen Schulz Quillin.
Одним из последних изменений музея стало увеличение его площади на 20000 квадратных футов за счет Robert J. and Helen C. Kleberg South Texas Heritage Center — для проведения выставок и общественных мероприятий в сочетании с новейшим музейным технологиям.
Бывший 41-й губернатор штата Техас Дольф Бриско участвовал в благотворительных сообществах штата и пожертвовал несколько миллионов долларов различным учреждениям Техаса, сосредоточенным в основном в Сан-Антонио. Так в 2006 году он сделал значительный подарок музею Витте и галерее, в которой есть экспонаты, специально предназначенные для детей.

Здания на территории музея
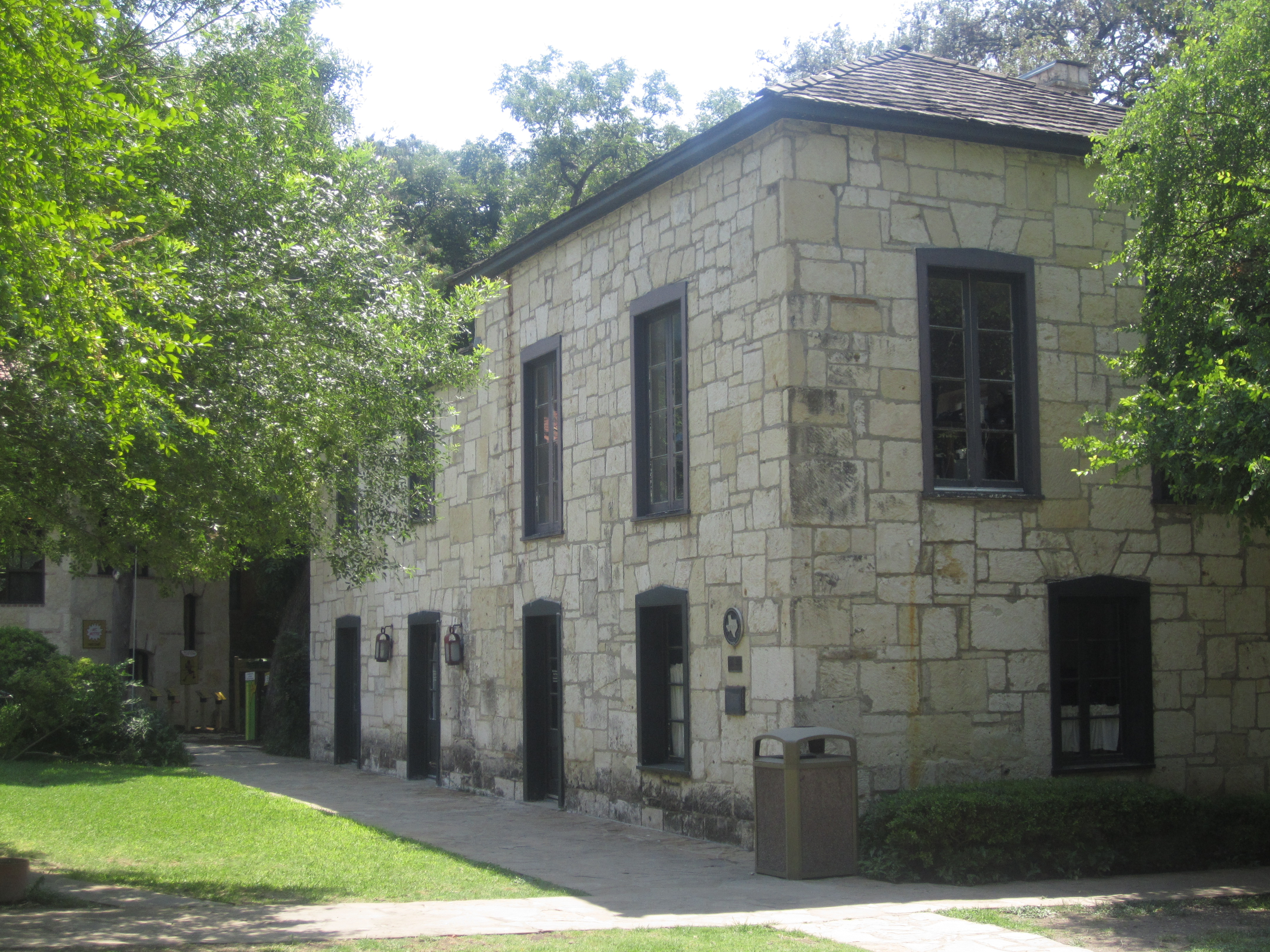
The Twohig House
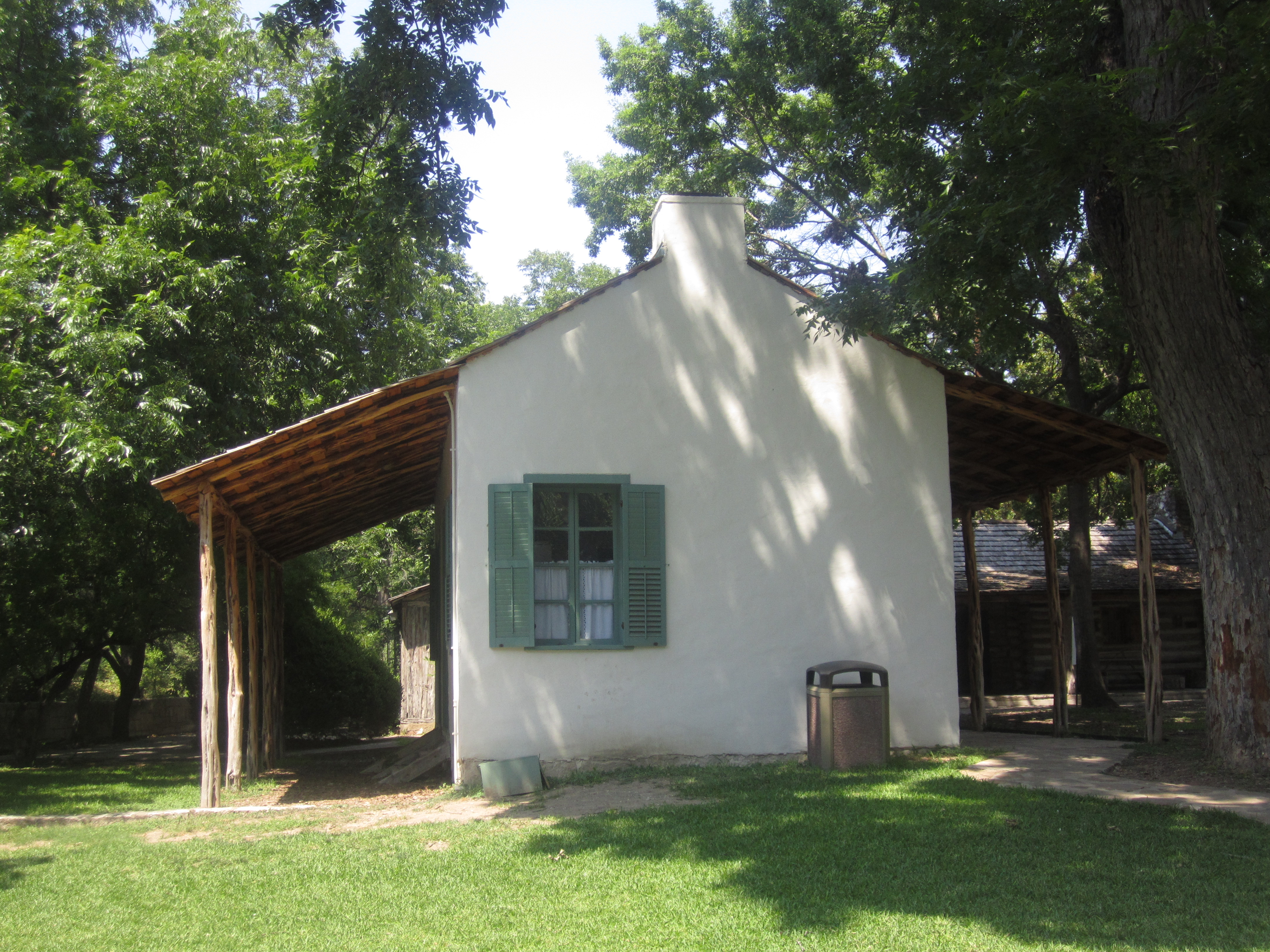
The Celso-Navarro House
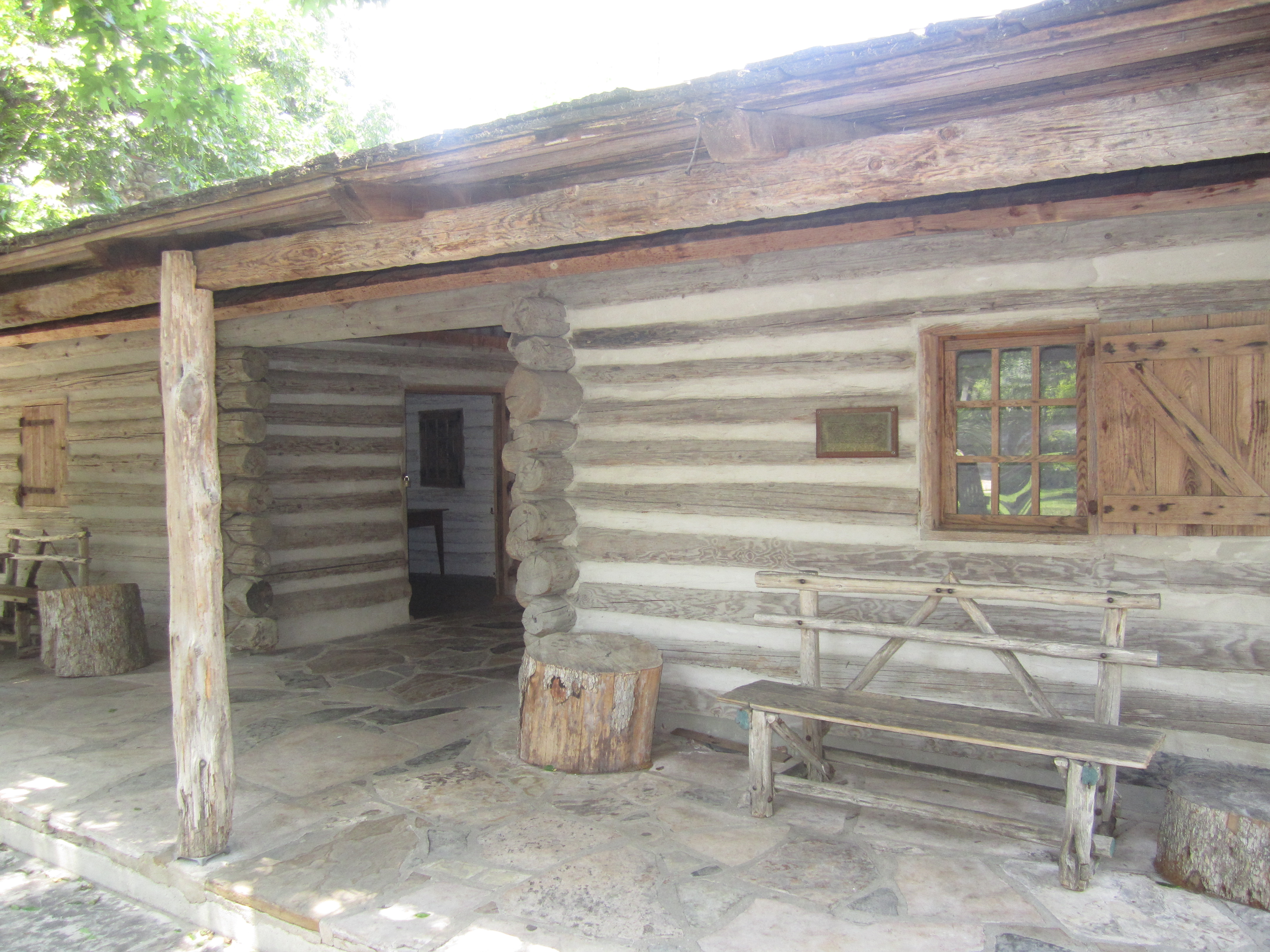
The Dogtrot log cabin